# فروتاکاونده
فروتاکاونده (نام علمی: Fruitafossor) نام یک سرده از رده پستانداران است.